# Atrezija vagine
Atrezija vagine je kongenitalna anomalija ili stečena anomalij u ženske dece kod koje postoji nedostatak lumena vagine u većoj ili manjoj dužini l umena vagine, kod ove anomalije nailazi se vezivno tkivo. Može da javi kao blaža forma (imperforacija himena ili kao niski transverzalni septum), ili kao prava vaginalna atrezija, odnosno agenezija, koja može biti kompletna, proksimalna i distalna. 
Potpuni nedostatak vagine je retko usamljena anomalija. Obično je udružena sa nepravilnostima materice, bubrega i skeleta.

## Epidemiologija
Malformacije genitalnog trakta mogu se, otkriti u različito doba tokom detinjstva i perioda adolescencije. Urođečešće razvojne anomalije ženskog genitalnog trakta, a u 20% slučajeva predstavljaju uzrok primarne amenoreje.  Vaginalna atrezija je evidentirana kao drugi najčešći uzrok primarne amenoreje u centrima tercijarne nege.
Procenjuje se da se vaginalna atrezija kao jedna od malformacije genitalnog trakta javlja kod 1 od 5.000 do 10.000 živorođene ženske dece. Anomalija je često neopažena do perioda adolescencije, kada, dijagnostiku pokreće primarna amenoreja ili bol u trbuhu zbog oštećenog uterovaginalnog trakta.
Poprečni vaginalni septum, ranije nazvan delimična vaginalna ageneza, relativno je neuobičajen, i javlja se sa učestalošću 1 slučaj na 70.000 žena.

## Etiopatogeneza
Prema načinu nastanka atrezija vagine može biti urođena i stečena. U prvom slučaju njen uzrok je poremećaj formiranja reproduktivnih organa u fazi fetalni razvoj. Stečeni oblik se mnogo ređe javlja, a može biti posledica operacije na genitalnim organima.
Po lokalizaciji atrezije vagine se dele na:
- niske,
- srednje
- visoke
- potpune.

### Parcijalna atrezija
Tokom embriogeneze parcijalna vaginalna atrezija se razvija, ukoliko ne dođe do spajanja urogenitalnog sinusa sa strukturama porekla Mulerovih kanala. Tada nalazimo normalno razvijen gornji segment vagine, cerviks, uterus i adneksa dok je donji segment vagine zamenjen fibroznim tkivom.

### Kompletna atrezija
Kompletna agenezija vagine može biti uzrokovana regresijom kompletnog Milerovog sistema u nedostatku Milerove inhibitorne substance koja se luči u testisima, kao kod pacijenata sa muškim pseudohermafroditizmom uzrokovanim poremećajem androgenih receptora.
Kada je kompletna atrezija vagine, uzrokovana nekim mezenhimnim poremećajem, onda izostaje spajanje Müllerovih kanala sa urogenitalnim sinusom. Postoje normalni jajnici i jajovodi, a materica je postavljen visoko, rudimentirana je i dvoroga.
Postoje dva oblika atrezije vagine — proksimalni i distalni:
Proksimalna atrezija vagine
Ovaj oblik atrezije vagine nastaje kao posledica nekompletne fuzije Müllerovih kanala, koji ne formiraju Müllerov tuberkul, i defekt je u nivou cerviksa. 
Distalna vaginalna atrezija
Ovaj oblik atrezije vagine nastaje kao posledica poremećaja razvoja sinovijalnog pupoljka.
Kod atrezije vagine postoji normalan ženski kariotip - 46 XX.

## Klinička slika
Simptomi i tegobe izazvani malformacijama ne moraju bitno da remete opšte zdravstveno stanje žene, pa njihov klinički značaj nije uvek u srazmeri sa veličinom malformacije. Tako, nekad vrlo izražene aniomalije ne daju velike tegobe, dok manje dovode do izraženijih smetnji.
Smetnje kod atrezije vagine nastaju tek u pubertetu usled nakupljanja krvi iznad mesta prepreke (hematometra). Ova anomalija dosta rano po rođenju deteta može da pravi neprijatnosti. Nakupljen sekret cervikalnih žlezda i vaginalni detritus ispune vaginu i uterus - matericu (mucocolpos, mucometra), pa svojom veličinom imitiraju tumor smešten u maloj karlici ili u donjem delu trbuha.
Simptomi su isti kao kod imperforiranog himena i zavisno od lokalizacije atrezije, mogu dovesti do dispareunije (bolni polni odnosi), odnosno, nemogućnosti polnog odnosa.

## Dijagnoza
Dijagnoza atrezije vagine postavlja se kliničkim i ultrazvučnim pregledom, ubrzo nakon rođenja.  Dete sa vaginalnom atrezijom često ima druge urođene abnormalnosti i rade se koriste drugi testovi kao što su rendgen i testovi za procenu bubrega.
Nalazi kod adolescenata mogu uključivati bolove utrbuhu, otežano mokrenje i bolove u leđima, ali najčešće su prisutni sa amenorejom. Poteškoće sa seksualnim odnosom mogu ukazivati na atreziju.  
U slučaju da se stanje ne otkrije ubrzo nakon rođenja, vaginalna atrezija postaje očiglednija kada nema menstrualnog ciklusa. Ako lekar posumnja na atreziju vagine, može se zahtevati i analiza krvi za bilo koji od prethodno navedenih sindroma, test magnetne rezonance (MRI) ili ultrazvuk. Redovnu evaluaciju dece rođene sa neperforiranim anusom ili anorektalnom malformacijom treba upariti sa procenom rezultata ovih testova. 

## Diferencijalna dijagnoza
Diferencijalno dijagnostički dolaze u obzir:
- neperforirani himen,
- poprečna pregrada vagine,
- aplazija vagine.

## Terapija
Lečenje vaginalne atrezije često se počinje u kasnim tinejdžerima ili ranim dvadesetim, ali može početi i u starijem žiivotnom dobu. Osnovni princip lečenje ove anomalije je da se u atretičnom području stvori nov i dovoljno širok kanal, kako bi se omogućilo oticanje menstrualne krvi, a kasnije i koitus. U zavisnosti od individualnog stanja, lekar može da preporuči jedan od sledećih načina terapije:
Samodilacija
Kao prvi korak, u neinvazivnom lečenju, predlaže se dilatacija vagine. Izvodi se malim, okruglim instrumentom (dilatatorom) pritiskom na na kožu ili u postojeću vaginu u trajanju od 30 minuta do dva sata dnevno.
Da bi se dobio željeni rezultat, lečenje može potrajati nekoliko meseci, uz primenu (na svakih nekoliko nedelja) većeg dilatora. Ova metoda još uvek nije dobro proučena, a često je potrebno veštačko podmazivanje. Krvenje i bol su mogući neželjeni efekti, naročito na početku terapije.
Hirurška terapija
Ako samodilacija ne daje rezultat, operacija za stvaranje funkcionalne vagine (vaginoplastika) može biti opcija. Kod totalne i visoke atrezije sigurnije je ako se primeni kombinovani abdomino-perinealni put, a kod niskih i srednjih atrezija vagine operacija se može izvršiti samo perinealnim putem.
Jedna od metoda je upotreba kožnog grafta (McIndoe procedura). Kod McIndoe metode, hirurg koristi kožu zadnjica kako bi od nje formirao vaginu. 
Nakon operativnog zahvata pacijentica koristi vaginalni dilatori, slično čvrstom tamponu, koji se uklanja kada pacijentica koristi kupatilo ili ima seksualni odnos. Nakon otprilike tri meseca, dilatator se koristi samo noću. Seksualni odnosi sa veštačkim podmazivanjem i povremenomm dilatacijom pomažu osobi da održi vaginu u funkcionalnom stanju.
Pre tretmana vaginalna atrezija može uticati na seksualne odnose. Nakon lečenja, bolesnica najčešće ima normalan, zadovoljavajući seksualni život. Međutim, ako je atrezija udružena sa anomalijama materice takva žene neće moći spontano da zatrudni.

## Prognoza
Prognoza za vaginalnu atreziju je komplikovana. Postoje varijacije u anatomskim nalazima pacijenata, kao i odsustvo doslednosti pojedinih hirurških tehnika što otežava davanje prognoze za ovo stanje. Zajedno sa drugim stanjima koja dovode do abnormalnog perineuma (dvosmislenih genitalija i drugih različitih abnormalnosti koje se kreću od kloake do urogenitalnog sinusa), osobe sa vaginalnom atrezijom često prijavljuju različite rezultat lečenja.  Zbog toga je teško uporediti ishode između osoba sa vaginalnom atrezijom.

### Rokitanski sindrom
O mogućnostima za plodnost devojčice i žene sa Rokitanskim sindromom ima dosta informacija. Devojke i žene koje su rođene bez kompletne vagine, ali i dalje imaju matericu normalne veličine, više nego verovatno će moći da zatrudne i rode bebu. Međutim, ako se žena rodi sa malom matericom, ili bez materice, neće moći da ima bebu. Pošto jajnici u ovom slučaju mogu biti normalni, jajna ćelija može biti oplođena spermom donatora ili partnera. U ovom slučaju, surogat majčinstvo bi bila opcija jer bi u tom slučaju gestacijski nosilac obavio trudnoću. Usvajanje takođe može biti opcija za žene sa Rokitanskim sindromom. 
Druga mogućnost bi mogla biti transplantacija materice, ali ovo je novi oblik lečenja koji se tek razvija. Mogućnosti plodnosti se svakodnevno istražuju, tako da uvek može biti dostupna nova metoda.
Svaki bol povezan sa Rokitanskim sindromom potiče od grčeva povezanih sa menstruacijom i može se lečiti na nekoliko načina. Osobe sa ovim sindromom mogu se roditi sa ostatkom materice (malenom matericom), koji se može napuniti krvlju u karličnoj šupljini izazivajući bol. Medicinski stručnjak može proceniti ozbiljnost ostatka materice kod svakog pacijenta kako bi utvrdio da li je uklanjanje materice neophodno.

### Bardet-Biedlov sindrom
Ne postoji lek za osobe sa Bardet-Bidelovim sindromomom (naslednim stanjem koje pogađa mnoge delove tela)  međutim, postoje metode lečenja za neke od znakova i simptoma posebno kod svakog pojedinca.  Korektivna operacija malformacija povezanih sa ovim sindromom može biti opcija za lečenje. Genetsko savetovanje takođe može biti od koristi za porodice sa ovim poremećajem.

## Spoljašnje veze
|  | Molimo Vas, obratite pažnju na važno upozorenje u vezi sa temama iz oblasti medicine (zdravlja). |